# Carlos Zéfiro
Carlos Zéfiro é o pseudônimo do funcionário público brasileiro Alcides Aguiar Caminha (Rio de Janeiro, 26 de setembro de 1921 - Rio de Janeiro, 5 de julho de 1992) com o qual ilustrou e publicou, durante as décadas de 1950 a 1970, histórias em quadrinhos de cunho erótico que ficaram conhecidas por "catecismos".
Alcides Aguiar Caminha, carioca boêmio, ilustrou e vendeu cerca de 500 trabalhos desenhados em preto e branco com tamanho de 1/4 de folha ofício (chegou a publicar num outro formato, 14 x 21 cm), um quadro por página contendo de 24 a 32 páginas que eram vendidos dissimuladamente em bancas de jornais, devido ao seu conteúdo pornô-erótico, ficando conhecidos como "catecismos"  e chegaram a tiragens de 30 000 exemplares.

## Biografia
Casado desde os 25 anos, com Dona Serat Caminha teve 5 filhos e sempre escondeu de toda a família sua atividade paralela de desenhista e aposentou-se como funcionário público do setor de Imigração do Ministério do Trabalho.
Sua identidade somente se tornou pública em uma reportagem de Juca Kfouri para Revista Playboy (onde era editor na época) que foi publicada em 1991, um ano antes de sua morte.
Autodidata no desenho e tendo concluído o ensino médio apenas aos 58 anos de idade, manteve sua verdadeira identidade em sigilo por temer se envolver em escândalos que poderiam trazer sérias consequências. Funcionário público, estava sujeito à Lei nº 1.711, de 1952, que previa punições severas, como a demissão, para condutas consideradas inapropriadas, incluindo “incontinência pública e escandalosa”. 
Assim, o anonimato não era apenas uma escolha estética, mas uma necessidade. Caminha temia ser demitido, pois a legislação da época não tolerava comportamentos tidos como imorais. O Estatuto dos Funcionários Públicos Civis da União (Lei nº 1.711/1952) também previa sanções para casos de “vício de jogos proibidos” e “embriaguez habitual”. Além disso, a Lei nº 2.083, de 1953, proibia explicitamente a impressão, venda ou importação de publicações consideradas obscenas, cabendo ao Juiz de Menores, ou na ausência deste, a qualquer magistrado, definir o que era obsceno.

## Carreira
Os "catecismos" eram desenhados diretamente sobre papel vegetal, eliminando assim a necessidade do fotolito, e impresso em diferentes gráficas em diferentes estados da Federação, gerando, inclusive, diversos imitadores. Em 1970, durante a ditadura militar, foi realizada em Brasília uma investigação para descobrir o autor daquelas obras pornográficas. Chegou-se a prender por três dias o editor Hélio Brandão, amigo do artista, mas a investigação terminou inconclusa.
Sem formação em desenho, seus quadrinhos eram naif e inspirados em quadrinhos românticos mexicanos publicados pela editora Editormex (cujas histórias possuíam apenas dois quadros por página) e em fotonovelas pornográficas de origem sueca.
O nome Carlos Zéfiro foi tirado de um autor mexicano de fotonovelas.
Para o jornalista Gonçalo Junior, os catecismos de Zéfiro não possuem nenhuma relação com os tijuana bibles, quadrinhos eróticos publicados nos Estados Unidos entre as décadas de 1930 e 1950, que usava como protagonistas personagens de desenhos animados, quadrinhos e até celebridades.
Além de seus trabalhos como ilustrador, Alcides Caminha foi compositor, inscrito na Ordem dos Músicos do Brasil e parceiro de Guilherme de Brito e Nelson Cavaquinho, com quem compôs quatro sambas para a Mangueira, entre eles os sucessos: Notícia, gravado por Roberto Silva na década de 1950, e A Flor e o Espinho.
Caminha revelou sua identidade nas páginas da revista Playboy em 1991, após saber que o quadrinista baiano Eduardo Barbosa havia declarado ser o verdadeiro Carlos Zéfiro, Barbosa chegou a desenhar alguns "catecismos", entretanto Caminha foi identificado por Hélio Brandão. Em novembro do mesmo ano participou da I Bienal de Quadrinhos.
Em 1992 recebeu o Troféu HQ Mix, pela importância de sua obra.

## Impacto na cultura popular
Na década de 1980, o quadrinista Sebastião Seabra adotou o pseudônimo Sebastião Zéfiro para não comprometer o trabalho que possuía como ilustrador de livros didáticos. Seabra conseguiu junto a Editora Maciota que fosse publicado o trabalho de Zéfiro (na época ainda no anonimato), chegou a se especular que os artistas fossem parentes.
O jornalista Geraldo Galvão Ferraz foi um dos primeiros a escrever um artigo sobre Carlos Zéfiro, o cartunista e jornalista Ota publicou um livro sobre o quadrinista, Joaquim Marinho também escreveu um livro sobre Zéfiro.
Após sua morte teve um trabalho publicado como homenagem póstuma em 1997 na capa e no encarte do cd Barulhinho Bom - Uma Viagem Musical da cantora Marisa Monte. Em 1998, as vinhetas de abertura e intervalos do Video Music Brasil 1998, da MTV Brasil foram claramente inspiradas nos folhetins de sua obra.
Em agosto de 1999, em Anchieta, bairro em que morava, foi inaugurada a Lona Cultural Carlos Zéfiro, com show da Velha Guarda da Portela e Marisa Monte. A cantora e o jornalista Juca Kfouri, que revelou a verdadeira identidade de Carlos Zéfiro nas páginas da Playboy, são os padrinhos da Lona Cultural, fundada e dirigida por um grupo de artistas locais, que tinha à frente Adailton Medeiros.
Em 2005, a arquiteta Christianne Gomes defendeu como projeto final de graduação de Arquitetura e Urbanismo na Universidade Federal Fluminense, o projeto Centro Erótico Carlos Zéfiro, que visava a criação de um espaço na zona portuária do Rio de Janeiro onde as mais diferentes formas de sexo poderiam ser discutidas e/ ou experimentadas. O projeto previa a criação de um museu erótico, vilas de prostituição, motel, cafés, cinemas, salas de exposições, um centro de tratamento de DST, um posto da delegacia de crimes sexuais e clínicas de psicologia avançada e foi recebido em 2006 pela Prefeitura da Cidade do Rio de Janeiro.
Em 2009, ao fazer uma crítica a corrupção do Senado Federal, o Jornal Extra do Rio de Janeiro publicou quadrinhos por João Arruda (roteiro) e Ary Moraes (desenhos) inspiradas nos catecismo de Zéfiro.
Em janeiro de 2011, os trabalhos de Zéfiro foram expostos ao lado de outros quadrinhos eróticos do resto mundo no Museu do Sexo, em Nova York.
Em março de 2011, Zéfiro foi tema da peça de teatro "Os catecismos segundo Carlos Zéfiro" escrito e dirigido por Paulo Biscaia Filho.
Em outubro de 2018, o jornalista Gonçalo Junior publicou o livro Deus da Sacanagem – A vida e o tempo de Carlos Zéfiro (Editora Noir).

## Obras
Inicialmente publicado de forma independente (e sendo constantemente pirateado), a partir da década de 1980, os quadrinhos de Zéfiro passaram a ter reimpressões pelas editoras Maciota, Record (revistas editadas por Ota), Marco Zero, Nos anos 2000, A editora Cena Muda publicou o primeiro quadrinho erótico de Zéfiro, Sara, criado em 1949 no formato 16 x 23 cm, segundo a editora Adda Di Guimarães, a revista é maior que os catecismo, já que a versão original foi publicada em formatinho.

### Títulos de histórias em quadrinhos
- Acerto | Alba | Alice | Aline | Amigos | Amor | Amor a Três | Andréa | Ângela, a Professora | Anjo Mau | Asa Sul | Assaltante, O | Atleta
- Bacana | Bailarina | Benta | Biruta | Boas Entradas | Bom Começo
- Carlos e Leda | Carnaval | Carnaval 1 | Carnaval 2 | Carona 1 | Carona 2 | Castigo, O | Célia | Celita | Cientista, O | Cínia | Clara 1 | Condessa, A | Conselheiro, O | Conselhos Quadrados | Copacabana 1967 | Criada, A | Cura, A
- Decisão | Degraus da Vida | Desastre 1, O | Desastre 2, O | Desforra, A | Despedida | Destino 1 |  Destino 2 | Desvario | Diana, a Sacerdotisa | Difícil, A | Dilza | Divórcio 1 | Divórcio 2 | Domada pelo Sexo 1 | Domada pelo Sexo 2
- Edy | Encontro, O | Entrevistador, O | Escolhida, A | Estupro | Eu e Leda 1 | Eu e Leda 2 | Eu e o Coroa | Eu Fui Hipie 1 | Eu Fui Hipie 2 | Eu Fui Hipie 3 | Eu Fui Hipie 4
- Família | Farsa | Faxina | Férias de Amor 1 | Férias de Amor 2 | Filho do Diabo, O | Fim de Trauma | Flora | Formatura | Frutos Proibidos | Fugitivo, O
- Garçonete | Gata | Gilka | Golpe do Baú 1 | Golpe do Baú 2 | Golpe do Baú 3
- Helen | Hélia | Hotel dos Prazeres
- Índia, A | Irene | Íris | Irmã da Índia, A | Ivete
- Janaina | João Cavalo (este foi seu maior sucesso) | João Cavalo na Fazenda | Júlia | Julinha
- Kátia
- Lagarto, O | Laura | Lealdade | Leda | Lia | Lili | Lua de Mel 1 | Lua de Mel 2
- Mara e o Pintor | Margô | Maria, a Proibida | Maria Lúcia, a Capixaba | Marina | Mauro 1 | Mauro 2 | Medo | Mestra, A | Meu Primo 1 | Meu Primo 2 | Minha Vida no Convento | Modelo
- Nayá | Néa, a Aeromoça | Negra | Negrinha, A | Nélia | Nilda | Nilza | Nora | No Reiro | Noviço, O
- Odaléa
- Parafuso e a Mulher Biônica | Parceira | Passeio | Pato, O | Pecadora | Pensão | Pinicada, A |  Pinta, A | Prefeita | Promoção | Proteção | Pudor | Pupila 1, A | Pupila 2, A | Putas Também Gozam, As
- Quem é o Pai?
- Resgate, O | Reveillon | Robinson Crusoé Século XX | Robinson Moderno
- Safari | Seca | Semi-Virgem | Senhoria | Sítio, O | Strip-Tease | Suzete
- Tânia | Tarada | Tarzan | Tentação | Titia | Titio | Trem de Luxo 1 | Trem de Luxo 2 | Troco, O | Tuca
- Último Estalo, O
- Vedete | Vera | Viagem | Vida Amorosa de Dorian Gray | Vida, Paixão e Morte de um Sofá | Vingança, A | Viúva 1 | Viúva 2 | Viúvo Alegre | Vizinha, A
- Xexéu
- Zelma 1 | Zelma 2